# Дейрдре

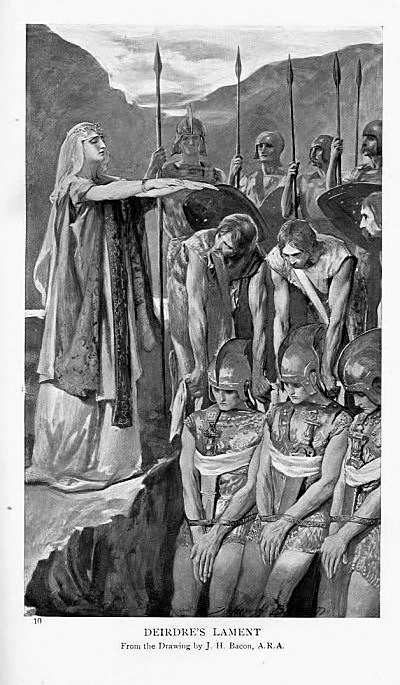
Плач Дейрдре

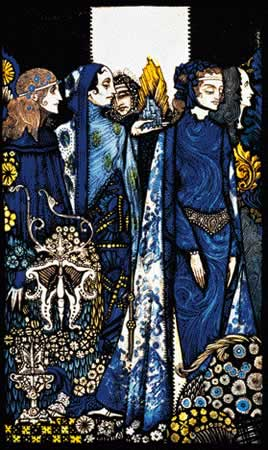
Имена их извлекли / Из пергаментной пыли / Фанд, Елену, Медб, Этайн, / Дейрдре милой нежный стан…

Де́йрдре (ирл. Deirdre, [ˈdʲɛɾˠdʲɾʲə], «трепетная») — персонаж ирландской мифологии.
Согласно легенде «Изгнание сыновей Уснеха», когда Дейрдре была в утробе матери — жены Федлимида мак Далла, рассказчика Конхобара, той Катбадом было предсказано, что она родит очень красивую девочку, которая принесёт уладам много зла. Люди, слышавшие предсказание, хотели убить ребёнка, но Конхобар решил оставить её себе, чтобы она стала ему женой.
Девочку растили практически в полном одиночестве (к ней приходили лишь Леборхам, названый отец и кормилица). Однажды Дейрдре увидела кровь телёнка на снегу и клюющего эту кровь ворона, и сказала, что способна полюбить лишь того, кто будет подобен этому виду: с волосами, чёрными, как ворон, телом, как снег, и щёками, как кровь. Леборхам сказала, что есть такой человек — Найси сын Уснеха.
Сыновья Уснеха — три брата — славны были и в пении, и в бою, и в беге. Однажды Дейрдре услышала пение Найси и вышла навстречу ему, — он попробовал отказаться от её любви, так как слышал о проклятии, но Дейрдре схватила его и пригрозила позором, если он не заберёт её с собой. Сыновья Уснеха, обсудив ситуацию, решили бежать, и бежали с Дейрдре до Альбы, где поступили на службу к местному королю. Однако, управитель королевского дома увидел Дейрдре и рассказал королю, — король попробовал через посланцев уговорить прекрасную девушку уйти к нему, а потом стал посылать сыновей Уснеха в кровопролитные бои и дальние походы, но они отовсюду возвращались победителями. Уже люди Альбы решили напасть на них, и сыновья Уснеха со своим войском перебрались на остров.
Улады, прослышав об этой истории, стали просить Конхобара дать беглецам возможность вернуться. Конхобар согласился, назвав поручителей (среди которых был Фергус), но устроил вместо пиршества битву, в которой погибли все беглецы, кроме Дейрдре, которую привели к Конхобару. Поручители, прослышав об этом, устроили свою битву, в которой погибли триста уладов, и даже подожгли Эмайн Маху, а затем ушли к Айлилю и Медб и ещё 16 лет совершали военные набеги на уладов.
Сама Дейрдре прожила у Конхобара год со дня пленения, — за это время она не улыбалась, не ела и не пила вдоволь. Конхобар, узнав, кого она ненавидит ещё более, чем его, отдал её на год в жёны Эогану, сыну Дуртахта, убийце Найси. Дейрдре поклялась, что не будет у неё двух мужей в одно время, и на следующий день, когда Эоган поехал с ней в Маху, она спрыгнула с его колесницы и разбила себе голову о скалу.
По одной из версий легенды, король приказал похоронить Дейрдре и Найси по разные стороны озера. На обеих могилах выросли сосны, и их ветви тянулись друг к другу через озеро. Конхобар хотел срубить их, но тому воспротивились улады, которые и оберегали деревья до смерти Конхобара.

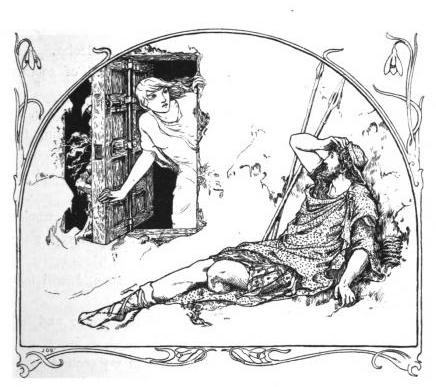
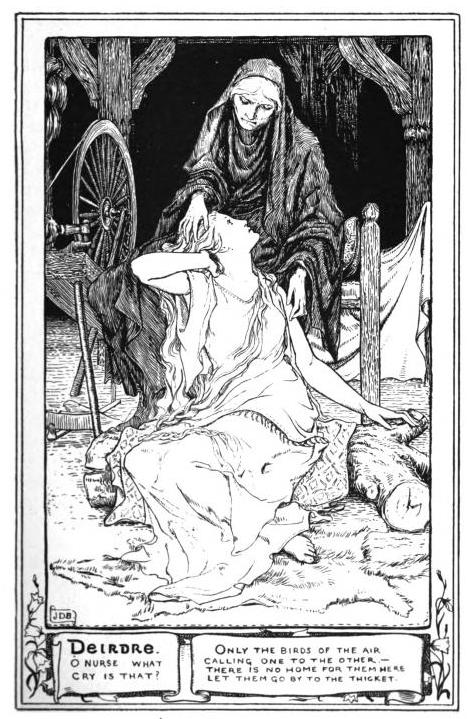
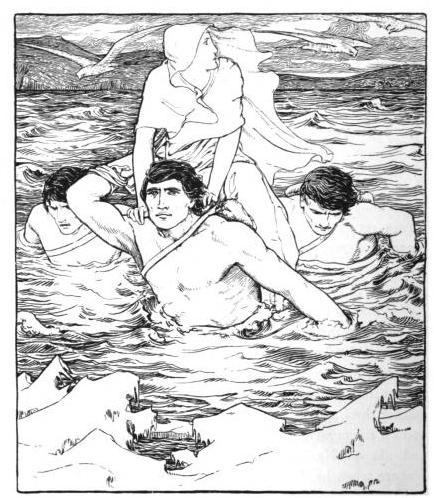

В честь Дейрдре был назван кратер Дейрдре на спутнике Юпитера Европе и корабль ВМС Ирландии LÉ Deirdre (P20).
Существуют пьесы Джорджа Расселла (AE) «Deirdre» (1902), «Deirdre» (1907) Уильяма Йейтса, «Deirdre of the Sorrows» (1910) Джона Синга (и его стихотворение «Королевы»), «Deirdre of the Sorrows: An Ancient and Noble Tale Retold by John Coulter for Music By Healey Willian» Джона Коутлера (1944), и «A Cry from Heaven (2005)» Винсента Вудса.